# To Know That You're Alive
To Know That You're Alive je páté studiové album kapely Kutless vydané 24. června 2008.

## Seznam skladeb
1. "The Feeling" – 2:24
2. "Sleeping City" (Instrumentální) – 1:10
3. "To Know That You're Alive" – 3:15
4. "The Disease & The Cure" – 3:51
5. "Complete" – 3:42
6. "The Rescue" – 4:05
7. "Promise You" – 3:34
8. "Guiding Me Home" – 3:05
9. "Overcoming Me" – 2:59
10. "I Do Not Belong" – 3:00
11. "Loud" – 2:35
12. "Dying To Become" – 3:57
13. "You" – 3:14